# Площадка 1А
| Количество пусков в год | Количество пусков в год | Количество пусков в год | Количество пусков в год | Количество пусков в год |
| ----------------------- | ----------------------- | ----------------------- | ----------------------- | ----------------------- |
| 2024                    |                         |                         | 1                       |                         |

Площадка 1А — стартовый комплекс на космодроме «Восточный» с одной пусковой установкой, позволяющей проводить до 10 пусков в год семейства ракет-носителей лёгкого и тяжелого класса «Ангара». Планируется, что ежегодно с площадки будет проводиться до 10 грузовых и пилотируемых пусков.
Для проверки стартового стола подготовлены два тестовых комплекса на базе ракеты-носителя «Ангара-1.2» — непусковой имитатор аварии на земле и имитатор высотной аварии. Первый пуск с площадки состоялся 11 апреля 2024 года, в рамках которого ракетоноситель «Ангара-А5» с разгонным блоком «Орион» вывели на околоземную орбиту спутник «Гагаринец». После этого стартовый стол будет подвергнут модернизации, которая продлится до ноября 2025 года, для обеспечения запусков «Ангары-А5В» в 2027 году.
Общая площадь участка стартового комплекса — 89 га.

## Технологическое оборудование
Наземное технологическое оборудование для строительства стартового комплекса КРК «Ангара» поступает в филиал ЦЭНКИ — КЦ «Восточный» с сентября 2018 года. Ежедневно в адрес филиала доставляют и выгружают от двух до 15 единиц техники. С 2018 по 2019 годы на космодром Восточный прибыло более 100 единиц автомобильного транспорта и 37 железнодорожных вагонов, это почти 600 мест технологического оборудования для монтажа на СК КРК «Ангара».
Для складирования НТО КРК «Ангара» силами филиала были подготовлены пять мест хранения на территории промышленной строительно-эксплуатационной базы площадью более 70 тыс. м². Это и открытые площадки для хранения крупногабаритного груза, и склады с соблюдением необходимого температурно-влажностного режима. Для выгрузки оборудования используются автокраны до 160 тонн, вилочные погрузчики до 25 тонн, автокраны-манипуляторы и автотягач с прицепом.
Универсальный стартовый комплекс «Ангара» включает в свой состав заправочную водородную инфраструктуру, это позволяет без дополнений и переделок запускать с него все модификации ракеты-носителя Ангара, включая Ангару А5В (с третьей «водородной» ступенью) грузоподъёмностью 37 тонн.

### Инфраструктура под пилотируемые пуски
16 августа 2022 года гендиректор ЦЭНКИ Руслан Мухамеджанов сообщил СМИ, что работы по созданию инфраструктуры, необходимой для обеспечения пилотируемых пусков, уже ведутся; для адаптации комплекса к пилотируемым полетам потребуется дооснащение технического комплекса для корабля «Орел».

## Перечень пусков с площадки
Строительство площадки для стартов завершено, в ноябре 2023 года начались испытания с полноразмерным макетом «Ангары-А5» (НЖ — Наземной Жидкостной). 11 апреля 2024 года состоялся первый запуск ракетоносителя «Ангара-А5», тем самым начались лётно-конструкторские испытания комплекса «Амур».
| № | Дата, время запуска (МСК) | Ракета-носитель / Разгонный блок | Полезная нагрузка                                                       | Результат | Видео                               |
| - | ------------------------- | -------------------------------- | ----------------------------------------------------------------------- | --------- | ----------------------------------- |
| 1 | 11.04.2024, 12:00:00      | Ангара-А5 / «Орион» (14С48)      | Массогабаритный макет на ГСО, попутно на НОО отделён кубсат «Гагаринец» | Успех     | Попытка № 1 Попытка № 2 Попытка № 3 |